# Palau Michiel del Brusà
El Palau Michiel del Brusà és un palau situat a Venècia, més precisament al barri de Cannaregio, i amb vistes al Gran Canal. Es troba entre el Palau Michiel dalle Colonne i el Palau Smith Mangilli Valmarana.

## Història
El 1774 el palau va ser completament devastat per un incendi a causa de la imprudència d'una criada: posteriorment va ser reconstruït gràcies al finançament atorgat per la Sereníssima República de Venècia en virtut dels antics mèrits de la família Michiel. A la façana hi ha la següent inscripció, en record de l'esdeveniment: 
QUOS IGNIS CONSUMPSIT PATRIA MEMENTA MOJORUM NEPOTIBUS PATRIOS LARES RESTITUIT SE VIDUS IANUARIJ 1777.

## Descripció
La façana principal es caracteritza per la divisió tripartida i la simetria, típica dels palaus venecians. Elements importants de la façana són els dos portals d'aigua de la planta baixa i les finestres de quatre llums enriquides pels habituals florets trilobulats gòtics a la cúspide de l'arc. Totes les finestres de la façana es caracteritzen per una gran extensió; hi ha nombrosos balcons sortints, utilitzats tant per a finestres monófores com polifores.
Els interiors estan enriquits amb decoracions d'estuc i frescos, creats principalment per Jacopo Guarana. També cal destacar la presència d'un important portal terrestre obert al llarg de la Strada Nova.